# Vrbica (Dubrovnik)
Vrbica je malo prigradsko dubrovačko naselje u Dubrovačko-neretvanskoj županiji, a s naseljima Zaton i Štikovica čini jednu jedinstvenu cjelinu.

## Zemljopisni položaj
Vrbica se nalazi djelomično uz Jadransku turističku cestu a djelomično na padinama obližnjeg brda Miloševica, uz i iznad naselja Štikovica, oko 5,5 km sjeverozapadno od grada Dubrovnika.

## Gospodarstvo
Vrbica je gospodarski najnerazvijenije naselje među svim sjeverozapadnim prigradskim naseljima. Turizam i poljodjelstvo su najvažnije grane privrede.

## Stanovništvo
Vrbica ima stotinjak stanovnika, većinom Hrvata katoličke vjeroispovijesti. 